# 成嘉玲
成嘉玲（1937年—），生於天津，祖籍湖南湘鄉，台灣學者與慈善家，為成舍我之女。曾任世新大學校長、南開科技大學董事長，私立世新大學董事長。現任中國新聞學會理事長、中華民國新聞媒體自律協會理事、私立世新大學榮譽董事長。

## 生平
成嘉玲出生於天津，因國共內戰，1949年隨父母到台灣。畢業於台灣大學經濟系，之後留學美國夏威夷大學，取得農業經濟學博士。
回台灣後，先後擔任政治大學副教授，東吳大學經濟系教授、系主任、商學院院長。1991年，成舍我逝世後，接任世新大學校長。
1998年，任中國新聞學會理事長。
近年在中國江西等地興辦希望小學。

## 家族
其父成舍我、其生母蕭宗讓。其兄成思危為中華人民共和國人大常委會副委員長，其妹成露茜。
成之凡與成幼殊為其同父異母姊姊。
女兒周成蔭為美國杜克大學(Duke University)中國與日本文化研究客座副教授，並任世新大學舍我紀念館館長；兒子周成虎為美國洛杉磯拉文大學公共行政博士，現任世新大學董事長兼行政管理學系副教授。